# Đại học Chiang Mai
Đại học Chiang Mai (tiếng Thái: มหาวิทยาลัยเชียงใหม่) là trường đại học tại Chiang Mai, là trường đại học của tỉnh đầu tiên được thành lập tại Thái Lan và là trường đại học đầu tiên của Thái Lan được đặt tên theo thành phố mà trường đặt trụ sở. Khu khôn viên chính rộng 4 km² của trường nằm dưới chân núi Suthep giữa hai đường Huey Kaew và Suthep, ở Amphoe Muang, tỉnh Chiang Mai, Thái Lan, cách trung tâm thành phố Chiang Mai 4 km. Trường được thành lập tháng 1 năm 1964. và bắt đầu có chương trình đào tạo tiến sĩ năm 1976.
Tháng 9 năm 2006, 3 trường đại học ở Thái Lan được xếp hạng "Excellent" về học thuật và nghiên cứu của tổ chức Commission on Higher Education. Đó là ba trường: Đại học Chiang Mai, Đại học Chulalongkorn, và Đại học Mahidol.

## Cựu sinh viên nổi tiếng
- Apirak Kosayothin, thống đốc Bangkok từ 2004  đến nay